# SS Traffic (1872)
SS Traffic foi um navio auxiliar da White Star Line, construído em 1872 pelo estaleiro Harland and Wolff, em Belfast. Ele foi operado no porto de Liverpool, efetuando uma carreira de 24 anos pela White Star Line. Traffic brevemente serviu como um navio de carga, mas logo retornou ao serviço de auxiliar.
Em 1896, Traffic foi vendido para a empresa Liverpool Lighterage Co, onde operou por 59 anos. Ele foi desmontado em Tranmere no ano de 1955, com uma idade de 82 anos. Traffic foi um dos navios mais antigos a ser desmontado, tendo sido construído na década de 1870.